# Hermann Maschke
Hermann Maschke (* 8. Dezember 1906 in Proschwitz an der Neiße, Österreich-Ungarn; † 16. Juni 1981) war ein deutscher Politiker (KPTsch/SED), Spanienkämpfer und Angehöriger der Deutschen Volkspolizei.

## Leben
Maschke wurde als Sohn einer Arbeiterfamilie geboren und war nach der Schulausbildung als Textilarbeiter tätig. 1924 wurde er Mitglied des Kommunistischen Jugendverbandes der Tschechoslowakei, 1925 Mitglied der Kommunistischen Partei der Tschechoslowakei (KPTsch) sowie Mitglied der KPTsch-Kreisleitung Reichenberg. Er war sechs Jahre erwerbslos. Von 1936 bis 1938 war er Angehöriger des Zweiten Bataillons der XI. Internationalen Brigade im Spanischen Bürgerkrieg. 1939 wurde ihm die deutsche Staatsbürgerschaft aberkannt. Von 1938 bis 1942 war er in Spanien inhaftiert. 1942 wurde er dann von den spanischen Behörden an Deutschland ausgeliefert und war bis zur Befreiung im KZ Sachsenhausen inhaftiert.
1945 wurde Maschke Mitglied der KPD, 1946 der SED. Er trat in die Deutsche Volkspolizei (VP) ein und war zeitweise Sekretär der SED-Grundorganisation der Bezirksbehörde der Deutschen Volkspolizei Schwerin. Er blieb bis 1958 Angehöriger der VP, zuletzt im Range eines Majors. Von 1958 bis 1962 war er Vorsitzender der Bezirksparteikontrollkommission (BPKK) Schwerin der SED und Mitglied des Büros der SED-Bezirksleitung.

## Auszeichnungen
- Vaterländischer Verdienstorden in Bronze (1959) und in Silber (1966)[1]